# Ягодинка (Пулинська селищна громада)
Ягодинка (рос. Ягодинка) — село (до 2010 — селище) в Україні, Житомирському районі, Житомирської області. Населення становить 287 осіб.

## Географія
Селом протікає річка Вгодинка.

## Історія
Колишня назва Ягоденка. У 1906 році село Пулинської волості Житомирського повіту Волинської губернії. Відстань від повітового міста 36 верст, від волості 4. Дворів 11, мешканців 91.
У 1923 село Ягодинка налічувало 28 дворів, в яких мешкали 134 людей. Село знаходилося в підпорядкуванні Адамівській сільській раді разом із селами Адамівка, Довжик та колоніями Ягодинка, Адамівка.

## Населення

### Мова
Розподіл населення за рідною мовою за даними перепису 2001 року:
| Мова       | Кількість | Відсоток |
| ---------- | --------- | -------- |
| українська | 285       | 99.3%    |
| російська  | 2         | 0.7%     |
| Усього     | 287       | 100%     |